# 東海学園前駅
東海学園前駅（とうかいがくえんまええき）は、熊本県熊本市東区渡鹿九丁目にある、九州旅客鉄道（JR九州）豊肥本線の駅である。
駅名の通り東海大学熊本キャンパスの敷地に隣接しており、東区内で唯一のJR鉄道駅である。開業にあたり九州東海大学が建設費の一部を負担している。

## 歴史
- 1986年（昭和61年）11月1日：日本国有鉄道（国鉄）豊肥本線の竜田口 - 水前寺間に新設開業[1][3]。
- 1987年（昭和62年）4月1日：国鉄分割民営化により九州旅客鉄道が継承[3]。
- 2005年（平成17年）10月3日：駅舎を設置し、業務委託駅化[6][7]。
- 2012年（平成24年）12月1日：交通系ICカードSUGOCA導入[8]。
- 2022年（令和4年）3月12日：無人化[9]。

## 駅構造
単式ホーム1面1線を有する地上駅。駅舎は隣接する東海大学熊本キャンパスの敷地内に設置されている。ホームから大学へは踏切を渡る必要がある。
開業当時から無人駅であったが、朝のラッシュ時の混雑が酷い状態が続き、また大学生が通過列車にはねられ死亡する事故が発生したことから、混雑緩和と安全管理を目的として、2005年（平成17年）より駅舎を九州東海大学（当時）構内に設置した。これはホームのすぐ側を道路が並行しており、道路側に駅舎を設置する余地がなかったためである。なお、2022年（令和4年）に再度無人駅となり、駅舎は現在使用されていない。

### のりば
| 路線      | 方向 | 行先                       |
| --------- | ---- | -------------------------- |
| ■豊肥本線 | 上り | 熊本方面                   |
| ■豊肥本線 | 下り | 武蔵塚・肥後大津・阿蘇方面 |

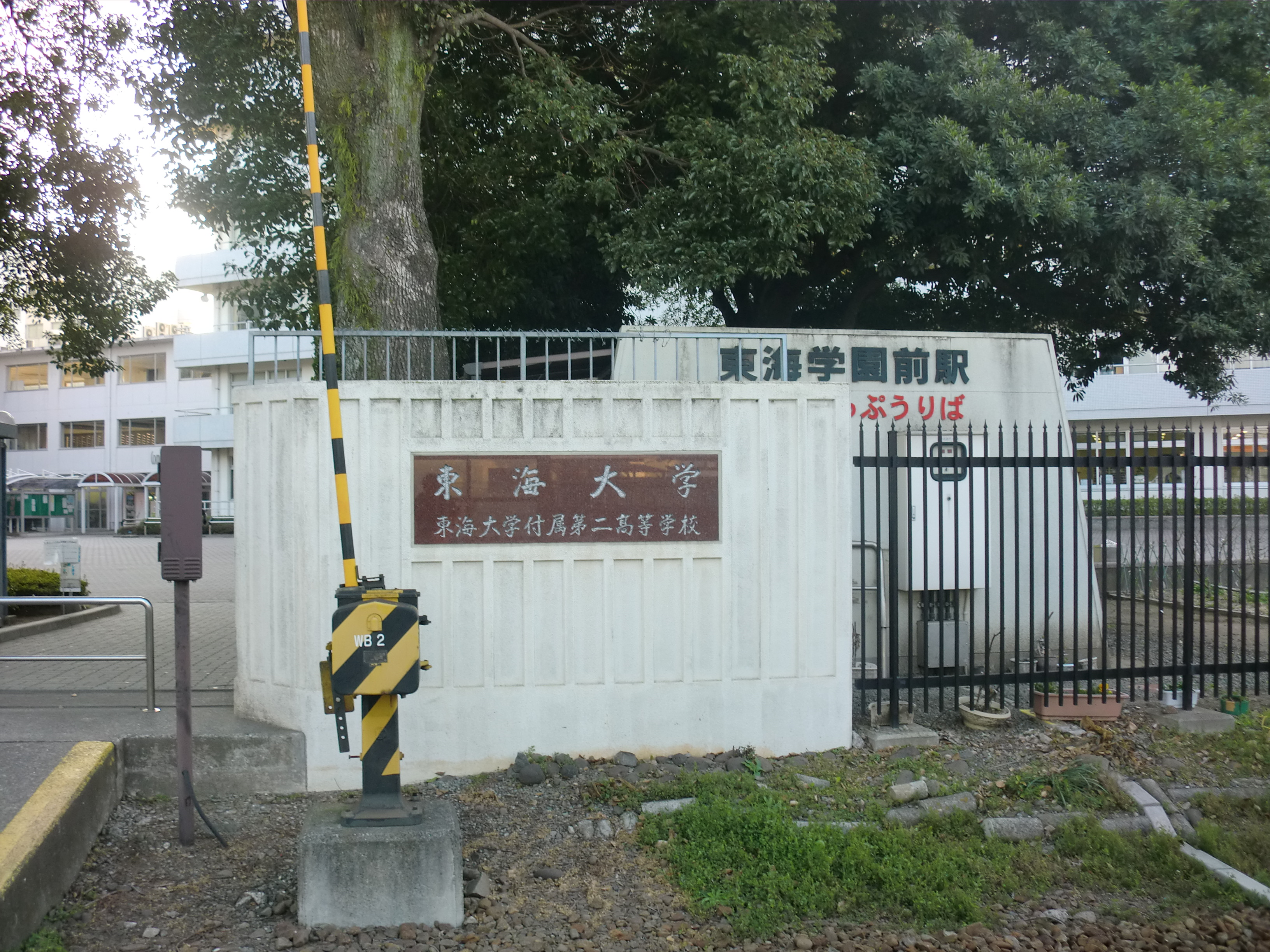
東海大学の門柱と駅舎
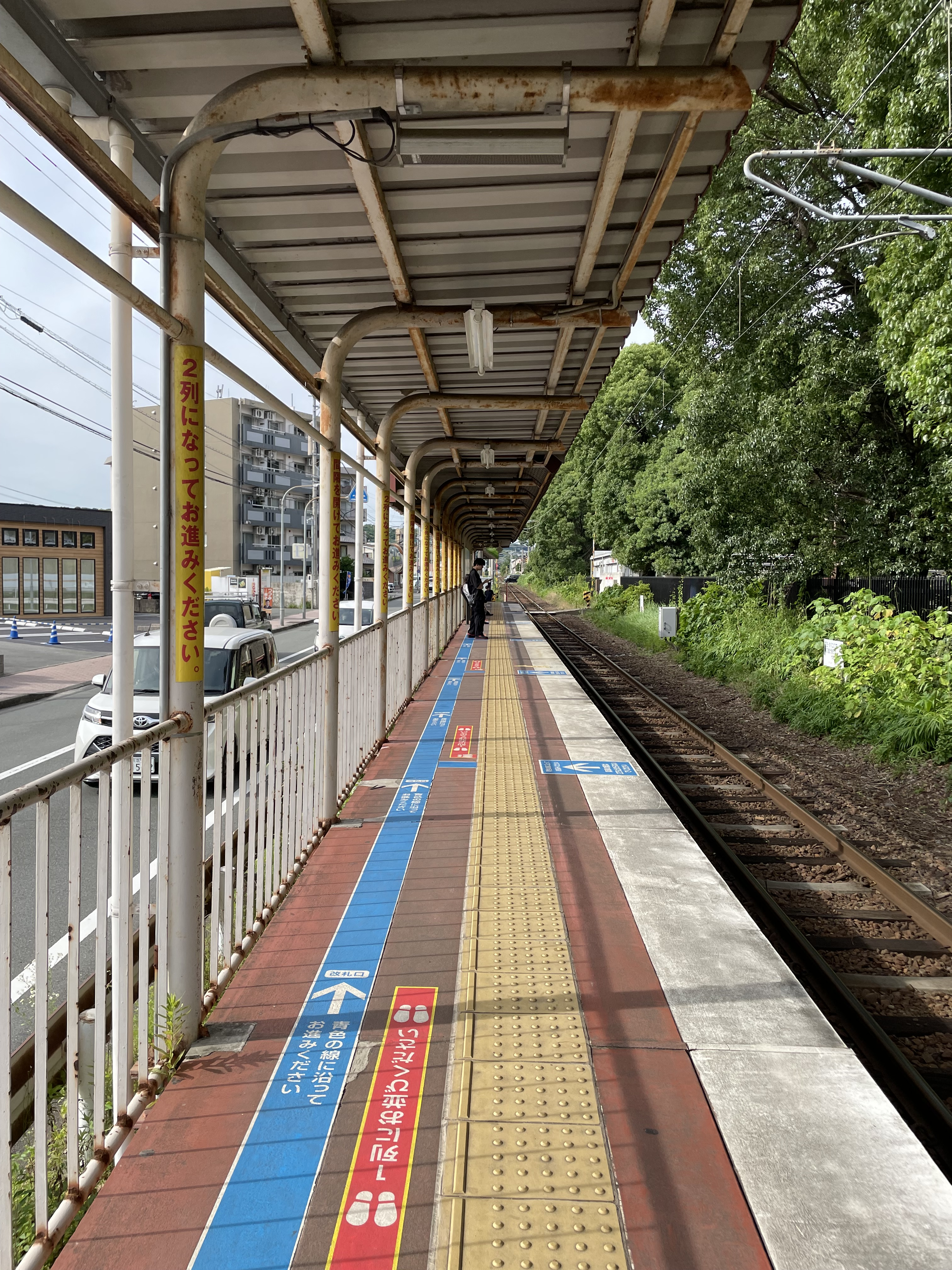
駅のホーム(2025年6月)
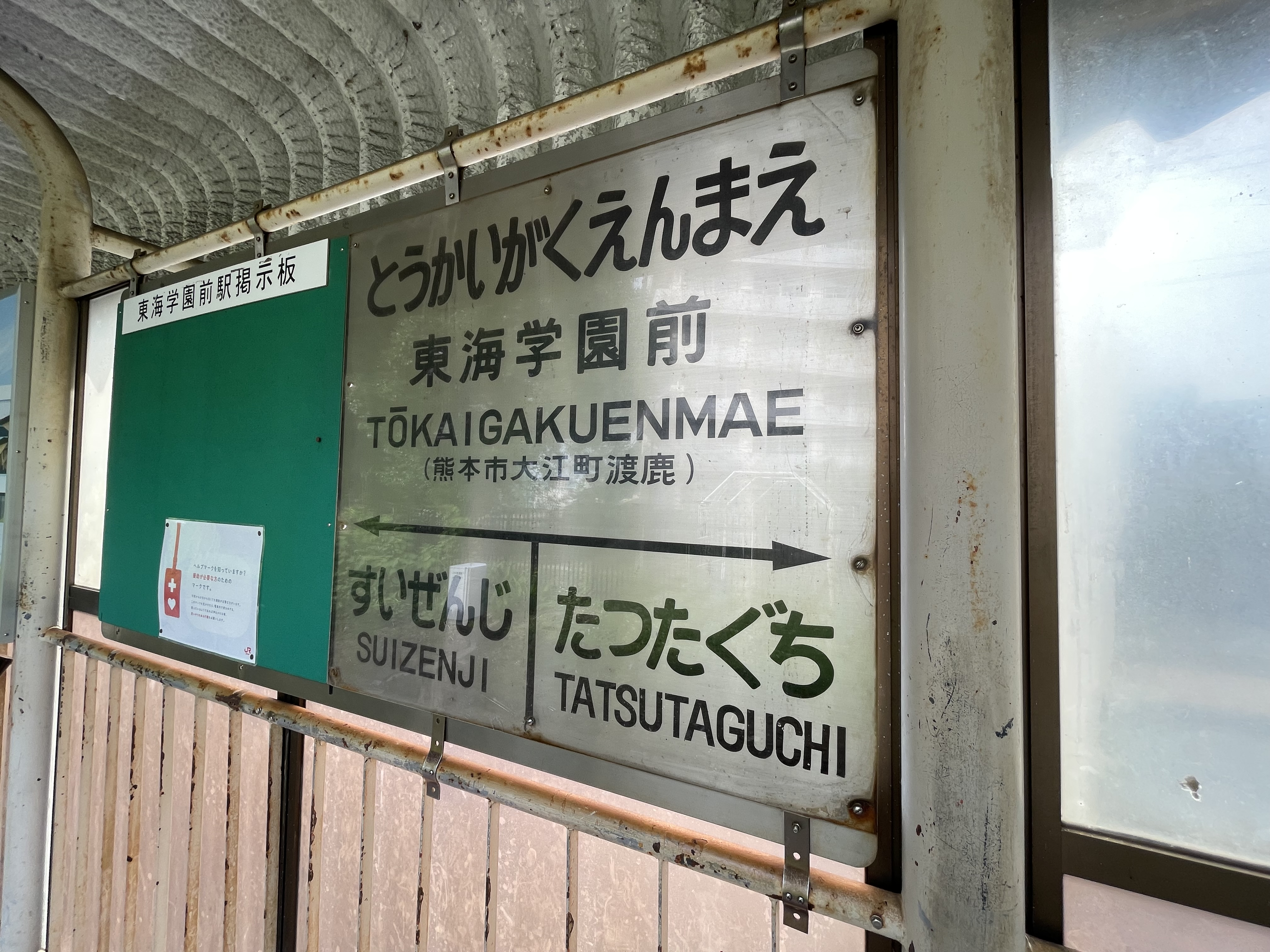
駅名標

## 利用状況
2023年（令和5年）度の1日平均乗車人員は1,755人である。
各年度の1日平均乗車人員は下表の通り。2016年度までについては、各年度総計のデータから該当年度の日数を除算し、小数点以下を四捨五入したもの。
| !年度  | 1日平均 乗車人員 | 出典        |
| ------ | ---------------- | ----------- |
| 2004年 | 914              | [ 利用 2 ]  |
| 2005年 | 891              | [ 利用 3 ]  |
| 2006年 | 866              | [ 利用 4 ]  |
| 2007年 | 841              | [ 利用 5 ]  |
| 2008年 | 829              | [ 利用 6 ]  |
| 2009年 | 779              | [ 利用 7 ]  |
| 2010年 | 789              | [ 利用 8 ]  |
| 2011年 | 844              | [ 利用 9 ]  |
| 2012年 | 917              | [ 利用 10 ] |
| 2013年 | 1,055            | [ 利用 11 ] |
| 2014年 | 1,158            | [ 利用 12 ] |
| 2015年 | 1,316            | [ 利用 13 ] |
| 2016年 | 1,622            | [ 利用 14 ] |
| 2017年 | 1,781            | [ 利用 15 ] |
| 2018年 | 1,784            | [ 利用 16 ] |
| 2019年 | 1,749            | [ 利用 17 ] |
| 2020年 | 1,212            | [ 利用 18 ] |
| 2021年 | 1,479            | [ 利用 19 ] |
| 2022年 | 1,597            | [ 利用 20 ] |
| 2023年 | 1,755            | [ 利用 1 ]  |

## 駅周辺
周辺は住宅街で学生向け低層アパートも点在する。東側は東海大学、東海大学付属熊本星翔高等学校の敷地が占めている。
- 熊本東海学園前郵便局
- 東海大学熊本キャンパス[1]
- 東海大学付属熊本星翔高等学校
- 熊本刑務所
- 国道57号熊本東バイパス
- 熊本県道145号瀬田熊本線

## バス路線
最寄りのバス停留所は、駅北東側の熊本県道145号線上にある東海学園前バス停である。
- 産交バス
  - 桜町バスターミナル行き
  - 東熊本第二病院行き
  - 光の森産交行き

## 隣の駅
九州旅客鉄道（JR九州）
■豊肥本線
■普通
竜田口駅 - 東海学園前駅 - 水前寺駅

### 本文
1. 1 2 3 4 5 6 7 8 9 10 11  『週刊 JR全駅・全車両基地』 38号 大分駅・由布院駅・田主丸駅ほか、朝日新聞出版〈週刊朝日百科〉、2013年5月12日、23頁。
2. ↑  “熊本支店内各駅”.  JR九州鉄道営業. 2016年4月12日時点のオリジナルよりアーカイブ。2016年4月20日閲覧。
3. 1 2 3  石野哲 編『停車場変遷大事典 国鉄・JR編 Ⅱ』JTB、1998年10月、744頁。ISBN 978-4-533-02980-6。
4. ↑  “熊本駅事業所”.  JR九州サービスサポート. 2022年3月30日時点のオリジナルよりアーカイブ。2021年12月11日閲覧。
5. ↑  「東区の魅力いっぱい紹介します。」『東区だより』2号、熊本市東区総務企画課、2014年6月、2頁。オリジナルの2016年4月21日時点におけるアーカイブ。
6. 1 2 3  「熊本県／学校敷地内に新駅舎 全国初 九州東海大に完成 JR豊肥線」『西日本新聞』西日本新聞社、2005年10月4日、朝刊、22面。
7. 1 2 3  「混雑を緩和、駅員も常駐 駅舎は大学の構内 JR豊肥線『東海学園前駅』 全国初」『熊本日日新聞』熊本日日新聞社、2005年10月4日、朝刊。
8. ↑  『交通新聞』交通新聞社、2012年12月4日、1面。
9. ↑  『駅体制の見直しについて』（PDF）（プレスリリース）九州旅客鉄道、2021年12月23日。オリジナルの2021年12月23日時点におけるアーカイブ。2021年12月24日閲覧。

### 利用状況
1. 1 2  “駅別乗車人員上位300駅（2023年度）” (PDF).   九州旅客鉄道. 2024年8月31日時点のオリジナルよりアーカイブ。2024年10月5日閲覧。
2. ↑  「118.   Ｊ Ｒ 市 内 駅 乗 車 人 員」『熊本市統計書 平成１６年度版』熊本市総務局情報企画部統計課、2005年、126頁。
3. ↑  「118.   Ｊ Ｒ 市 内 駅 乗 車 人 員」『熊本市統計書 平成１７年度版』熊本市企画財政局企画広報部統計課、2006年。
4. ↑  「１１６.   Ｊ Ｒ 市 内 駅 乗 車 人 員員」『熊本市統計書 平成１８年度版』熊本市企画財政局企画広報部統計課、2007年3月。
5. ↑  「１１６.   Ｊ Ｒ 市 内 駅 乗 車 人 員」『熊本市統計書 平成１９年度版』熊本市企画財政局企画広報部統計課、2008年3月。
6. ↑  「１１-１　ＪＲ市内駅乗車人員」『熊本市統計書 平成２０年度版』熊本市企画財政局企画情報部統計課、2009年3月。
7. ↑  「１１-１　ＪＲ市内駅乗車人員」『熊本市統計書 平成２１年度版』熊本市企画財政局企画情報部統計課、2010年3月。
8. ↑  「11-1　ＪＲ市内駅乗車人員」『熊本市統計書 平成２２年度版』熊本市企画財政局企画情報部統計課、2011年3月。
9. ↑  「11-1　ＪＲ市内駅乗車人員」『熊本市統計書 平成２３年度版』熊本市企画財政局企画情報部統計課、2012年3月。
10. ↑  「11-1　ＪＲ市内駅乗車人員」『熊本市統計書 平成２４年度版』熊本市企画振興局統計課、2013年3月。
11. ↑  「11－１　ＪＲ市内駅乗車人員」『熊本市統計書 平成２５年度版』熊本市企画振興局統計課、2014年3月。
12. ↑  「11－１　ＪＲ市内駅乗車人員」『熊本市統計書 平成２６年度版』熊本市企画振興局統計課、2015年3月。
13. ↑  「11－１　ＪＲ市内駅乗車人員」『熊本市統計書 平成２７年度版』熊本市市民局統計課、2016年3月。
14. ↑  「11－１ ＪＲ市内駅乗車人員」『熊本市統計書 平成28年度版』（PDF）熊本市総務局総務課、2017年3月、91頁。
15. ↑  “駅別乗車人員上位300駅（2017年度）” (PDF).   九州旅客鉄道. 2019年7月6日時点のオリジナルよりアーカイブ。2024年10月5日閲覧。
16. ↑  “駅別乗車人員上位300駅（2018年度）” (PDF).   九州旅客鉄道. 2023年1月20日時点のオリジナルよりアーカイブ。2023年5月28日閲覧。
17. ↑  “駅別乗車人員上位300駅（2019年度）” (PDF).   九州旅客鉄道. 2023年4月18日時点のオリジナルよりアーカイブ。2023年5月28日閲覧。
18. ↑  “駅別乗車人員上位300駅（2020年度）” (PDF).   九州旅客鉄道. 2023年4月18日時点のオリジナルよりアーカイブ。2021年9月16日閲覧。
19. ↑  “駅別乗車人員上位300駅（2021年度）” (PDF).   九州旅客鉄道. 2023年5月16日時点のオリジナルよりアーカイブ。2023年5月28日閲覧。
20. ↑  “駅別乗車人員上位300駅（2022年度）” (PDF).   九州旅客鉄道. 2024年5月27日時点のオリジナルよりアーカイブ。2024年9月2日閲覧。